# 阿列克谢·亚历山德罗维奇·西特尼科夫
阿列克谢·亚历山德罗维奇·西特尼科夫（羅馬化：Aleksey Aleksandrovich Sitnikov；1986年5月23日—）是一名前竞技冰舞运动员。西特尼科夫与他的搭档尤利娅·兹洛宾娜一起代表阿塞拜疆参赛，是2013年萨格勒布金色旋转杯冠军、2013年沃尔沃公开赛冠军、2012年内伯尔杯银牌得主和2013年冬季世界大学生运动会银牌得主。他们还参加了2014年冬季奥运会，获得第12名，并在欧洲锦标赛（2014年）上排名第六。